# Kinzert
Der Kinzert ist ein 553,3 m ü. NHN hoher Berg im Odenwald und liegt in der Gemarkung Schloßau der Gemeinde Mudau im baden-württembergischen Neckar-Odenwald-Kreis, zwei Kilometer westlich der Ortslage und 250 Meter vor der Landesgrenze nach Hessen.
Der Kinzert ist überwiegend bewaldet. Auf der Ostseite reicht die Feldflur von Schloßau bis 538 m Höhe und auf eine Entfernung von 400 Meter an den Gipfelpunkt heran. Im Südwesten, schon auf hessischem Gebiet, fällt der Kinzert steil zum Galmbach bei Eduardsthal ab. Dieser Steilhang wird Heidenbuckel genannt.